# ジョージ・スタナード
ジョージ・ジェリソン・スタナード（英:George Jerrison Stannard、1820年10月20日-1886年6月1日）は、アメリカ合衆国バーモント州の農夫、教師であり、南北戦争では北軍の将軍だった。戦後、アメリカ合衆国下院のドアキーパー（議場へ入る者を管理する役職）を務めた。

## 初期の経歴
スタナードはバーモント州ジョージアで生まれた。農夫、教師として働き、セントオールバンズで鋳造職人を務めた。南北戦争の直前、第4バーモント民兵隊の大佐を務めていた。

## 南北戦争

### 初期の従軍
1861年6月、スタナードは第2バーモント志願歩兵連隊の中佐に選出された。地元の住人の中にはスタナードが南北戦争への従軍を志願した最初のバーモント人だと主張する者がいた。1861年7月の第一次ブルランの戦いには第2バーモント連隊と共に参戦し、十分な働きをしたので新しく結成された第3バーモント連隊の連隊長を受けるように提案されたが、その資格があるだけ十分な期間を従軍していないと考えたので断った。翌年、半島方面作戦におけるウィリアムズバーグの戦いのとき、ウィンフィールド・スコット・ハンコック准将の報告書では、スタナードが戦闘にとって重要な橋を確保することに功績があったことを示していた。この方面作戦の1週間後にあたる1862年7月9日、スタナードは第9バーモント歩兵連隊の大佐に指名された。
].
1862年9月のメリーランド方面作戦のとき、第9バーモント連隊はハーパーズ・フェリーの戦いで南軍ストーンウォール・ジャクソン少将に降伏を強いられた北軍守備隊の中に入っていた。スタナードはジャクソンの攻撃に対してボリバー高地の守備について異彩を放った。スタナードの旅団長ウィリアム・H・トリンブル大佐がスタナードを伴ってその地域の北軍戦線を視察した。二人とも戦線の南端が弱いと考えた。スタナードは明らかに守備隊指揮官のディクソン・マイルズ大佐を信用していなかったが、部隊兵に地面に伏せておくよう告げるために南軍の砲兵の動きを観察することで戦火の下での沈着さを示した。スタナードはハーパーズ・フェリーの降伏が実行される前にその連隊を脱出させようとしたが、南軍に降伏しろという命令に妨げられたと伝えられている。
1863年1月に捕虜交換の対象となったスタナードはバーモント州に戻った。1863年3月11日には准将に指名され、4月に第2バーモント旅団の指揮を任され、ワシントンD.C.の守備隊キャンプに合流した。この旅団は第12、第13、第14、第15および第16バーモント歩兵連隊で構成されていた。スタナードの直ぐ前の旅団長、エドウィン・H・スタウトン准将は南軍ジョン・モスビー大佐のゲリラ的遊撃隊によってフェアファックス郡庁舎で寝ているところを捕まえられていた。スタナードはその新しい旅団を精力的に訓練し、その「静かだが効果的な」指揮スタイルは兵士に良く尊敬され、旅団の士気を著しく改善した。

### ゲティスバーグ

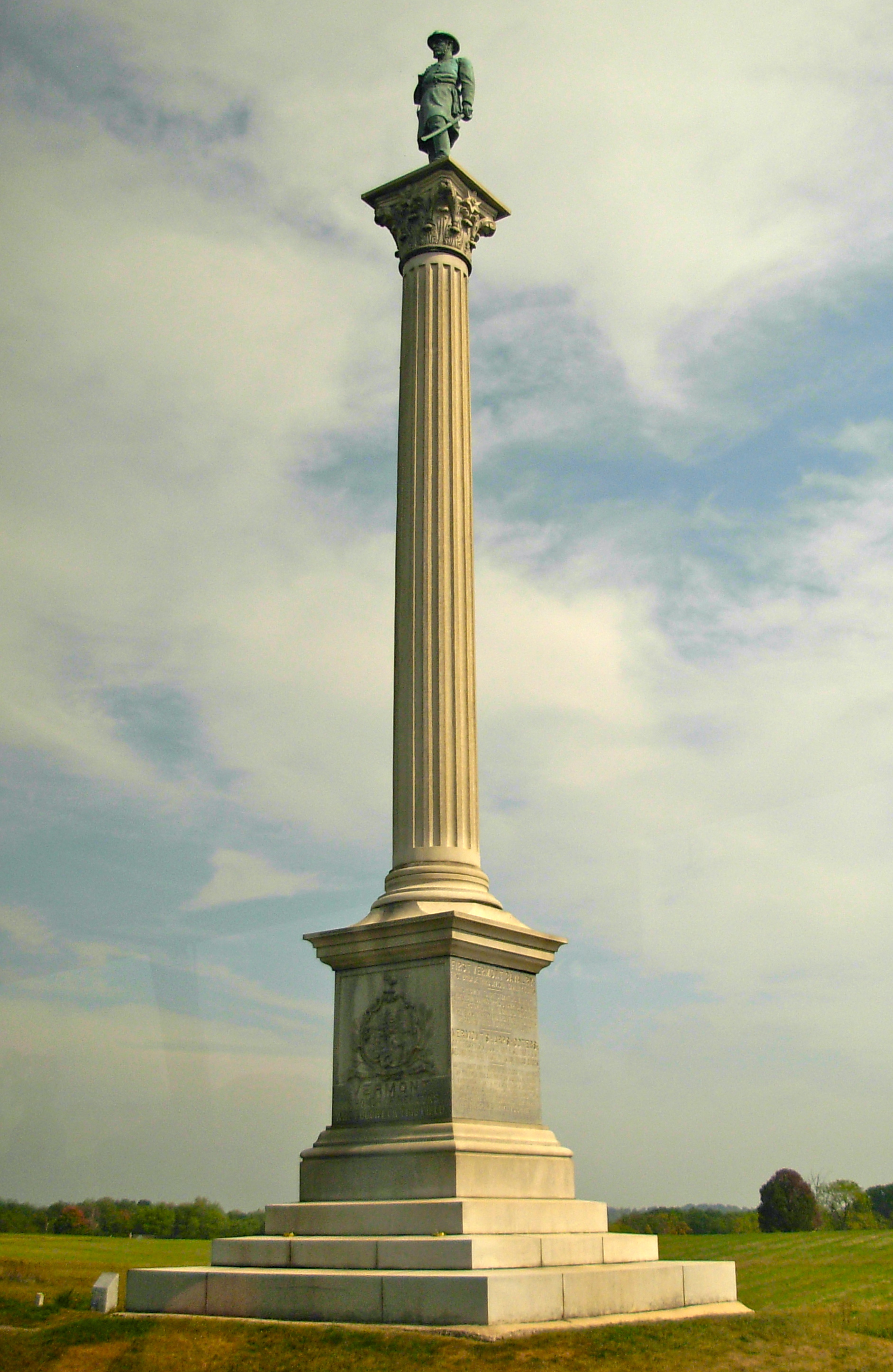
ゲティスバーグのバーモント記念碑頂部に立つスタナードの彫像

ゲティスバーグ方面作戦のとき、第2バーモント旅団は首都からペンシルベニア州でロバート・E・リー将軍の南軍を追跡していたポトマック軍に派遣された4個旅団の1つとなった。スタナードの部隊は6月25日にワシントン守備隊を離れた。1週間かかって毎日18マイル (29 km) を行軍し、第1軍団第3師団のところに出頭した。第1軍団は1863年7月1日のゲティスバーグの戦い初日に激しく戦って損失も大きかった。スタナード配下の3個連隊はその日の戦闘が終わった後にしか到着せず、師団の損耗した隊列に加わった（他の2個連隊、第12および第15連隊は輜重隊の護衛に派遣されていた）。
7月2日、スタナードはその日の旅団士官であり、部隊の直接指揮を第13バーモント連隊のフランシス・V・ランドール大佐に渡した。この旅団はセメタリーヒル背後に退いており、南軍アンブローズ・R・ライト准将によるセメタリーリッジへの攻撃に対して当初の防御に参加していなかったが、南軍の攻撃で奪われた大砲を取り戻すために前に出された。このバーモント部隊はライトのジョージア部隊の抵抗にあったが、奪われていた大砲を取り戻した。
しかし、この旅団最大の戦闘は7月3日に、ピケットの突撃に対して主要な防御部隊の一つになったときだった。バーモント旅団は南軍の攻撃に先立つ狙撃兵の銃火や砲撃に損失を出した。南軍の猛攻がセメタリーリッジに近付いてくると、スタナードは配下の2個連隊（第13および第16）を90度回転させ、南軍ジェイムズ・L・ケンパー准将の旅団に破壊的な側面銃火を浴びせた。これが南軍の攻撃を破る重要要因の一つになった。数分後、南軍カドマス・M・ウィルコックス准将とデイビッド・ラング大佐の旅団による散漫な攻撃がバーモント旅団の南の北軍前線に近付いていた。スタナードは再び2個連隊（第14および第16）を回転させ攻撃を撃退するための側面銃撃戦術を繰り返した。スタナードは砲弾の破片で右太腿を負傷したが、戦闘が終わるまで戦場に留まっていた。ランドール大佐は旅団の就役解除になるまでその指揮を執った。
第2軍団長ハンコック少将（ピケットの突撃に対する防御の作戦指揮を執った）はその報告書で、「スタナード将軍の部隊はゲティスバーグの戦いで威勢良く戦った。スタナード将軍とその部下の士官によって命令が行き届き、活発に操軍されており、躊躇わずに戦闘の前線に兵士達を送り出し、戦闘の決着が付くまでそこに留まらせた」と書いていた。スタナード自身の軍団長アブナー・ダブルデイ少将は、「私は彼らが恐らくこの戦争でも最も輝かしい功績を挙げたと言うしかない。というのも彼らはピケットの悲壮な突撃を破ってその日の戦いを救い、それによって全北部を侵入と破壊から守ったからだ。」と記した。

### ジェームズ軍への従軍
スタナードは重傷を負って直ぐには野戦指揮に復帰できなかったので、その旅団から離れて治療のためにバーモントに戻った。任務に復帰したときは、ベンジャミン・バトラー少将のジェームズ軍に付くことになり、1864年のオーバーランド方面作戦で1個旅団を指揮したが、コールドハーバーの戦いで再度負傷した。ピーターズバーグ包囲戦では第18軍団第1師団の指揮を執り、チャフィン農園の戦いで功績を挙げた。その師団はハリソン砦への攻撃を先導した。スタナードは占領した砦で南軍の反撃に耐えている間に再度負傷し、右腕を切断することになった。ハリソン砦への攻撃時の行動で少将へ名誉昇進した。

## 戦後
スタナードは戦争の残り期間、バーモント州で軽い任務に就いた。1866年、メリーランド州の逃亡・解放奴隷および放棄土地の管理局で理事補佐を短期間務めた。1866年6月に陸軍を除隊し、バーモント州の税関役人として働いた。1881年からその死までは、アメリカ合衆国下院のドアキーパーを務めた。スタナードはワシントンD.C.で死に、バーモント州バーリントンのレイクビュー墓地に埋葬されている。カール・ゲルハルト制作になるスタナードの彫像がゲティスバーグの古戦場のバーモント記念碑頂部に立っている。他にもシャンプレーン湖水辺にあるバーリントンのレイクビュー墓地にスタナードの彫像がある。バーモント州カレドニア郡スタナード町はスタナード将軍に因んで名付けられた。またベニントンの第一会衆派教会内部の銘盤にも記念されている。